# Долно-Сахране
Долно-Сахране (болг. Долно Сахране) — село в Болгарии. Находится в Старозагорской области, входит в общину Павел-Баня. Население составляет 805 человек.

## Политическая ситуация
В местном кметстве Долно-Сахране, в состав которого входит Долно-Сахране, должность кмета (старосты) исполняет Дешка Колева Ганева (независимый) по результатам выборов.
Кмет (мэр) общины Павел-Баня — Станимир Христов Радевски (инициативный комитет) по результатам выборов.